# 17556 Pierofrancesca
17556 Pierofrancesca este un asteroid din centura principală de asteroizi.

## Descriere
17556 Pierofrancesca este un asteroid din centura principală de asteroizi. A fost descoperit pe 16 noiembrie 1993 la Colleverde de Vincenzo Silvano Casulli. Asteroidul prezintă o orbită caracterizată de o semiaxă mare de 2,33 ua, o excentricitate de 0,18 și o înclinație de 1,7° în raport cu ecliptica.